# 韦素园
韦素园（1902年6月18日—1932年8月1日），乳名文魁，原名崇文，又名漱园，安徽霍丘人，中国作家、翻译家。韦丛芜之兄。

## 生平
光绪二十八年（1902年）六月十八日出生在霍邱县叶家集北大街一个小商家庭。其父韦美堂，有兄弟五人，排行老三。大哥韦崇华（凤章）、二哥韦崇义（少堂）、韦素园原名韦崇文、四弟韦崇武（丛芜）、五弟韦崇斌，还有一个妹妹韦崇贤。
韦素园八岁入私塾，十一岁与四弟韦丛芜进霍邱县立小学读书，民国3年（1914年）转入叶家集明强小学高级班读书，同班有台静农、李霁野等。
民国4年秋，韦素园小学毕业后考入阜阳第三师范学校读书。17岁时离开阜阳三师到北平参加了段祺瑞的参战军。后因不认同段的做法而去长沙政法学校读书。韦素园积极参加五四运动，并参与了对军阀张敬尧的斗争。民国9年夏，随兄长到安庆转入安徽省立法政专门学校读书。进校不久，安徽教育界要求拨给教育经费的“六二”学运兴起，军阀马联甲开枪打死学生，使得群情激愤，学运波及全省。韦素园被其同学推举到省学生联合会担任领导工作。此时韦阅读了一些马列主义书籍，并经常把《共产党宣言》、《新青年》、《少年中国》等书刊寄给亲友。民国10年，韦素园从安庆去上海，入上海渔阳里六号外国语学院补习俄语，并加入中国社会主义青年团。同年夏，与刘少奇、萧劲光、任弼时、曹靖华、蒋光慈等人至莫斯科参加第三次社会主义青年团代表大会。会后，韦素园进入莫斯科东方劳动者共产主义大学学习政治经济学。在莫斯科期间，他节约下零钱购买字典、词典和苏俄文学书籍。次年因病回国时将这些书籍带回。
回国后，他在北京俄文专修学校学习，帮助李霁野译校《往星中》，自己选译了梭罗古勃的《蛇睛集》。他和学友当时生活困难，常卖文和典当衣物以解断炊之虞。
民国14年春，韦经李霁野介绍去拜访鲁迅，经鲁迅推荐在北京担任《民报》副刊。同年夏，在鲁迅的倡导下与李霁野、台静农、韦丛芜、曹靖华组成未名社，次年创办《莽原》半月刊，韦素园任责任编辑。期间译完果戈里的《外套》。
韦素园置身革命运动，曾以未名社工作人员为掩护安置过王青士、王冶秋、李何林等一批霍邱革命者；为了表示对北京女师大校长林素园的憎恨，曾改名为漱园。后因肺结核恶化大量咯血，于民国16年春住进北京西山福寿岭疗养院。卧床就诊坚持翻译和写作，民国21年8月1日晨去世于北平同仁医院。死后葬于北平西山碧云寺下的万山公墓。

## 纪念
鲁迅在给台静农的信中说：“素园逝去，实足哀伤，有志者入泉，无为者住世，岂佳事乎。”又手书：“呜呼，宏才远志，厄于短年。文苑失英，明者永悼。”的碑文，而且撰有《忆韦素园君》以纪念韦素园。